# Horný Lieskov
Horný Lieskov este o comună slovacă, aflată în districtul Považská Bystrica din regiunea Trenčín. Localitatea se află la altitudinea de 355 m deasupra n.m., se întinde pe o suprafață de 4,9 km2 și în 2017 număra 413 locuitori.

## Istoric
Localitatea Horný Lieskov este atestată documentar din 1241.

## Demografie
| An:                | 1994 | 2004   | 2014   | 2024    |
| ------------------ | ---- | ------ | ------ | ------- |
| Număr de persoane: | 371  | 373    | 378    | 502     |
| Diferență:         |      | +0,53% | +1,34% | +32,80% |

| An:                | 2023 | 2024   |
| ------------------ | ---- | ------ |
| Număr de persoane: | 487  | 502    |
| Diferență:         |      | +3,08% |